# Апофема

Апофема правильного шестикутника

Апофе́ма (також апоте́ма; грец. αποτιθημι — відкладаю) — геометричний термін, що, залежно від контексту, може означати:
- У планіметрії: довжину перпендикуляра, опущеного з центра правильного многокутника на будь-яку з його сторін, тобто радіус вписаного кола.
- У стереометрії: висота бічної грані правильної піраміди, проведена з її вершини.